# Chuchelna, Semily
Chuchelna là một làng thuộc huyện Semily, vùng Liberecký, Cộng hòa Séc.